# Perfil nutricional
El perfil de nutrientes, también perfil nutricional, es la ciencia de la clasificación de alimentos de acuerdo con su composición nutricional por razones relacionadas con la prevención de enfermedades y la promoción de la salud y prevenir. Un uso común de los perfiles de nutrientes es la creación de sistemas de calificación nutricional para ayudar a los consumidores a identificar alimentos nutritivos.
Se han desarrollado una variedad de modelos de perfiles de nutrientes. El desarrollo o selección de un modelo para usar en las decisiones de política alimentaria es importante, ya que diferentes modelos pueden conducir a diferentes clasificaciones de los mismos alimentos. La finalidad de tener un perfil de nutrientes es proporcionar una herramienta para clasificar los alimentos y bebidas que contienen una cantidad excesiva de azúcares libres, sal, total de grasas, grasas saturadas y ácidos grasos trans.